# Київська дитяча залізниця
Київська дитяча залізниця — дитяча залізниця (ДЗ), навчальний заклад АТ «Укрзалізниця», де юні залізничники — учні шкіл міста Києва та області проходять профорієнтаційне навчання та професійну підготовку за залізничними спеціальностями і професіями.

## Історія

### Підготовка і будівництво
До відкриття залізниці була побудована петля довжиною 1,9 км. У місці, де сходилися обидві її гілки, була споруджена станція «Технічна» (пізніше — «Вишенька», нині — «Залізнична»). Крім одного головного шляху на ній був обгінний шлях і один тупиковий з оглядового канавою. В петлі було дві платформи без колійного розвитку, але, які гордо іменувалися станціями «Спортивна» (пізніше — «Яблунька», нині — «Київ-Пасажирський дитячий») і «Піонерська». Остання з них вважалася головною станцією дитячої залізниці.
2 серпня 1953 року, з нагоди Дня залізничника, по Малій Південно-Західної пройшов перший поїзд. Його провів легендарний машиніст-стаханівець, Герой Соціалістичної праці, начальник Південно-Західної залізниці — Петро Кривонос разом з юними машиністами Валерієм Арятінским, Анатолієм Стеценко і Вадимом Сухоніним. Це було відкриття першої черги Київської дитячої залізниці. У день першої річниці Малої Південно-Західної, протяжність дитячої залізниці збільшилася у понад півтора рази і досягла 3 км. У різних джерелах зустрічаються суперечливі версії щодо протяжності дитячої залізниці в ті роки. Цифри коливаються від 4,5 до 6 км, проте ніяких документальних підтверджень цих цифр знайти не вдалося. У той же час, зі слів колишніх юних залізничників 1960-х років і відвідувачів дитячої залізниці того часу відомо, що лінія закінчувалася в дальньому кутку парку, біля перетину вулиць Дорогожицької і Парково-Сирецької. Вимірювання довжини такої лінії по карті дає результат 3,1-3,2 км.
За цей рік силами тресту Мосторемтоннель був споруджений віадук для пропуску лінії другої черги через яр. Для дитячої залізниці це була грандіозна інженерна споруда. Його довжина становить близько 100 м, А висота 19,5 м — майже з п'ятиповерховий будинок!

### Відкриття нової ділянки
З відкриттям нової ділянки збільшилася і кількість станцій. До існуючих раніше станцій додалася нова — «Комсомольська». На ній не було розворотного трикутника, через що паровоз так і продовжував ходити через рейс тендером уперед. В іншому ж колійне господарство дитячої залізниці того часу можна вважати зразковим. На шляху була розмітка, виконана у відповідності з усіма вимогами Правил технічної експлуатації залізниць та Інструкції з сигналізації. Крім пікетних і кілометрових стовпів були встановлені навіть покажчики ухилів і радіусів кривих, знаки початку і кінця гальмування. Рух по залізниці здійснювався за електрожезловою системою. На станції «Піонерській» — головній станції на той момент, був встановлений семафор з компенсатором і тросовим дистанційним приводом з приміщення чергового по станції. Наприкінці 1950-х років дитяча залізниця отримала в своє розпорядження тепловоз ТУ1-001, один з двох побудованих тепловозів цієї серії, що послужила прототипом для ТУ2. А кількома роками пізніше ще один тепловоз — ТУ2-021. Приблизно тоді ж старі дерев'яні вагони були замінені суцільнометалевими вагонами «Pafawag».

### Забудова біля дитячої залізниці
Наприкінці 1960-х років почалася забудова місцевості Волейків. У зв'язку з цим постало питання про необхідність перенесення дитячої залізниці. Проєкт нової лінії в районі ВДНГ не знайшов підтримки у місцевої влади, оскільки його реалізація вимагала вирубки 1400 дерев, що для міста, визнаного найзеленішим у світі, було неприпустимо. Було прийнято рішення про збереження дитячої залізниці на колишньому місці, але зі значним укороченням. Не пізніше 1972 року (а радше ще до 1969 року) станцію Комсомольська та ділянку лінії від віадука до неї було розібрано, а на їх місці побудовано лікарню. Колію, що йде від віадуку, з'єднали з петлею біля платформи Спортивна, замкнувши трасу залізниці в кільце; при цьому на ділянці від віадуку до Спортивної утворився короткий, але досить відчутний підйом. Протяжність лінії скоротилася до 2,8 км. При цьому рух потягів здійснювався як великим, так і малим кільцем. У 1986 році рух поїздів малоим кільцем було закрито, а колія використовувалася тільки для відстою рухомого складу.

### Дитяча магістраль у кінці 1980-х на початку 1990-х
В середині 1980-х років почалося оновлення парку рухомого складу дитячої магістралі. Залізниця отримала чотири пасажирські вагони ПВ-40. Але через занадто низький рівень комфорту в порівнянні з вагонами «PAFAWAG», нові прослужили недовго. У 1991 році з Камбарського заводу прибуло два тепловоза ТУ7А (номера 3192 і 3197). При цьому на тепловозі ТУ7А — 3197 виявивили заводський дефект дизеля, через що локомотив кілька років простояв на запасній колії. У 1992 році тепловоз ТУ1-001 виконав свій останній рейс і теж встав «на прикол».

### Тяжкі часи у кінці 1990-х на початку 2000-х
Після 1990-х років для залізниці настали важкі часи, але зусиллями начальника дитячої залізниці Анатолія Яковича Міщенко і інструкторів, що залишилися, її вдалося відстояти. Через деякий час працюваввший з дня відкриття дитячої залізниці паровоз Гр-336 був викуплений фірмою «Джерело» для катання іноземних туристів, а тепловоз ТУ1-001 встав «на прикол».
У 1999 році у новорічну ніч на станції «Піонерська» сталася пожежа — станційні будівлі і унікальний дерев'яний вокзал 1950-х років були повністю знищені. У 1999 році була розібрана станція «Піонерська», порізаний і зданий на металобрухт унікальний тепловоз ТУ1-001. Взимку 1999—2000 років «мисливці за кольоровими металами» дісталися і до тепловоза ТУ2-021, практично повністю розграбувавши його.

### Відродження залізниці

Підручники, за якими навчаються майбутні кадри залізничного транспорту

2001 року ситуація на залізниці покращилася, вдалося відновити тепловоз ТУ2-021. До початку сезону 2001 року було відновлено станцію «Яблунька» (нині — «Київ-Пасажирський Дитячий»), на станції «Вишенька» (нині — «Залізнична») почалося будівництво депо, був побудований навчальний корпус з двома класами і комп'ютерним кабінетом. були відремонтовані 3 вагони «Pafawag», але на четвертий не вистачило коштів, і згодом він був вивезений. За тиждень до відкриття літнього сезону 2005 року дитяча залізниця розпрощалася з тепловозом ТУ2-021. Його кузов був розрізаний на три частини і вивезений для здачі в металобрухт, а через рік і резервний ТУ2-165 був повернений в Гайворон. Ера ТУ2 на дитячій залізниці закінчилася. Але зате, відкриття сезону ознаменувалося іншою, радісною, подією. У травні 2005 року, багато в чому завдяки зусиллям колишнього юного залізничника 1950-х років Анатолія Стеценко, на Київську дитячу залізницю повернувся паровоз Гр-336. Той самий, що відкривав рух тут понад півстоліття тому, є родзинкою столиці і виходить в рейс з ретро-складом на свята. Він пройшов серйозний ремонт в локомотивному депо «Щорс», в ході якого, крім усього іншого, отримав дуже незвичайну для паровозів яскраво-червоний колір. У 2013 році на дитячу залізницю надійшло 2 вагона ПВ-40 і 1 ПВ-51, з них був сформований другий склад. Спочатку передбачався рух обох складів зі схрещенням по станції «Яблунька», однак тоді ці плани не були реалізовані.

### Реконструкція залізниці (2019—2022)
Навесні 2019 року оновлена силами фахівців Південно-Західної залізниці запустили вокзал на станції «Київ-Пасажирський дитячий» (міні-копія центрального міського вокзалу) і старовинний паровоз на гранітному постаменті біля входу в парк. У приміщенні вокзалу розмістилися черговий по станції, квиткові каси, дикторська, адміністративні приміщення, музей історії Південно-Західної залізниці. До старту нового сезону на дитячій магістралі залізничники повністю оновили пасажирські платформи на станціях «Залізнична» і «Київ-Пасажирський дитячий» (колишні Вишенька і Яблунька), причому обидві платформи вперше в мережі дитячих залізниць України отримали спеціальну інфраструктуру для без бар'єрного доступу пасажирів. На всій протяжності дитячої залізниці, а це 3,7 км, побудували дев'ять сучасних і безпечних пішохідних переходів. З'явився також новий залізничний переїзд з звуковою та світловою сигналізацією і новий дитячий майданчик, який, безсумнівно, подобається дітворі. Капітально відремонтовано рухомий склад малої магістралі — тяговий і вагонів, а ще колійне господарство, пристрої СЦБ, касові зали. Якщо колір паровоза повернули до історичного чорно-білого, то інтер'єр шести пасажирських вагонів осучаснили за допомогою LED-освітлення, сучасних інформаційних моніторів і систем оповіщення пасажирів. Приємним подарунком для вихованців столичної дитячої залізниці стали капітально відремонтовані навчальні аудиторії з інтерактивними дошками і сучасними меблями, теплозберігаючими вікнами і дверима, оновлене приміщення локомотивного депо, а також повне зарежимлення території дитячої магістралі з введенням спеціальних пластикових карт для входу на службову територію. Київська дитяча залізниця стала рекордсменом світового рівня, маючи копію діючого залізничного вокзалу, якого немає на інших дитячих залізницях. Змінився й маршрут прямування: час маршруту складає 30 хвилин, а протяжність — 5,6 км.
2 липня 2022 року на Київській дитячій залізниці після ремонту почав курсувати справжній паровоз. Його було збудовано у 1951 році на заводі імені Карла Маркса, що у місті Бабельсберг (Німеччина). У Київ він був завезений як репарація після Другої світової війни. Наразі це єдиний паровоз, який експлуатується на мережі дитячих залізниць. Цей паровоз має історичне та символічне значення. Саме він у 1953 році відкривав рух поїздів малою столичною магістраллю. Наприкінці 1990-х років паровоз було виведено з експлуатації на дитячій залізниці та задіяно для організації ретропоїздок вузькоколійками України. У 2005 році легендарний локомотив повернули на дитячу залізницю та знову почав перевозити гостей магістралі. У 2021 році локомотив було відправлено на ремонт до локомотивного депо «Сновськ», що на Чернігівщині. Навіть під час тимчасової окупації Чернігівщини в ході російського вторгнення в Україну, залізничники продовжували виконувати капітальний ремонт паровоза, і нині він здійснює перевезення гостей дитячої залізниці.

### Сезонна експлуатація
22 грудня 2023 року Київська дитяча залізниця відкрила свій черговий «зимовий сезон», який тривав з 22 грудня по 22 січня 2024 року, під час сезону було проведено святковий «Полярний експрес» із шести вагонів і тепловоза.
2024 року залізниця відкрила 71-й літній сезон 27 квітня, для відвідувачів було влаштовано концерт, розваги та майстер-класи.
2025 року відкрито 72-го літнього сезону відбулося 26 квітня, він триватиме по 2 листопада, заплановано виробничу практику вихованців, курсування прогулянкових поїздів Сирецьким парком. Вихованці дитячої залізниці під наглядом викладачів-інструкторів керуватимуть локомотивами, працюватимуть провідниками, черговими по станції, оглядачами-ремонтниками колій та рухомого складу. Загалом на Київській дитячій залізниці навчається понад 1 тис. дітей шкільного віку.

## Рухомий склад
- Локомотиви: паровоз Гр-336, тепловози ТУ7А-3192, ТУ7А-3197; ТУ2-144
- вагони:
  - пасажирські: 4 вагони «Pafawag»(один у не працюючому стані), 7 вагонів ПВ-40;
  - вантажні: 2 вагона-платформи, критий вагон;
- вузькоколійна ручна дрезина.

## Інфраструктура
СЦБ і зв'язок:
- двостороннє автоблокування;
- поїзний, станційний та диспетчерський радіозв'язок;
- радіофікація станцій.

Штучні споруди:
- Віадук (довжина 100 м, висота — 19,5 м);
- 1 труба.

## Навчально-виробнича робота
Для навчання юних залізничників на дитячій залізниці діє 5 навчальних аудиторій з інтерактивними дошками та комп'ютерами. На території локомотивного депо є діючі макети світлофорів, стрілочного переводу, переходу і переїзду, макети зчіпних пристроїв і ходової частини. Склад юних залізничників розділений на 6 змін. Кожною зміною керує майстер виробничого навчання (інструктор). На дитячій залізниці викладаються такі дисципліни:
- Загальний курс залізниць
- Колійне господарство
- Локомотивне господарство
- СЦБ і зв'язок
- Управління процесами перевезень
- Практичні роботи з організації руху поїздів по станції
- Практичні роботи з організації маневрової роботи станції
- Вагонне господарство
- Організація пасажирських перевезень
- Моделювання залізничного транспорту.

Крім майстрів виробничого навчання та штатних інструкторів, навчанням юних залізничників під час поїзної практики займаються відряджені інструктори — машиністи, електромеханік СЦБ.

## Рух поїздів
Рух поїздів на дитячій залізниці здійснюється: червень, липень, серпень — з четверга по неділю;
Травень, вересень, жовтень — по вихідним дням;
З грудня по січень: по суботам та неділям, а під час канікул — з четверга по неділю.
Четвер, п'ятниця — з 11:10 до 17:10;
Субота, неділя — з 10:30 до 18:50.

## Керівний, викладацький склад та персонал дитячої залізниці
- Полях Вікторія Віталіївна — в.о. начальника дитячої залізниці
- Бономанко Наталія Геннадіївна — провідний інженер
- Григор'єва Вікторія Іванівна — інженер 1-ї категорії
- Демченко Олена Сергіївна — старший інструктор з безпеки руху
- Степанюк Ангеліна Юріївна — старший майстер виробничого навчання
- Малиновська Анна Миколаївна — старший інструктор дитячої залізниці, керівник Ради юних залізничників
- Ольховик Андрій Борисович — бригадир
- Шаманська Світлана Леонідівна — керівник 1-ї зміни, викладач дисципліни «Організація пасажирських перевезень»
- Федоренко Тетяна Вікторівна — керівник 2-ї зміни, викладач дисципліни «Охорона праці»
- Бурдюженко Наталія Миколаївна — керівник 3-ї зміни, викладач дисципліни «Організація руху поїздів»
- Сохань Валерій Олексійович — керівник 4-ї зміни, викладач дисципліни «Вагонне господарство»
- Ганношин Анатолій Петрович — керівник 5-ї зміни, викладач дисципліни «Локомотивне господарство»
- Лапінська Алла Василівна  — інструктор з безпеки руху по станції «Залізнична», викладач дисципліни «Організація руху поїздів»
- Голуб'ятникова Олена Іванівна — інструктор з безпеки руху по станції «Київ-Пасажирський дитячий»
- Явтушенко Олександр Олександрович — Інструктор з безпеки руху по станції «Залізнична»
- Купрій Ярослав Анатолійович — машиніст-інструктор тепловоза
- Черкашин Макар Юрійович — машиніст-інструктор тепловоза
- Гринь Вадим Григорович — машиніст-інструктор тепловоза
- Адаменко Яна Миколаївна — старший квитковий касир
- Василюк Валентина Миколаївна — квитковий касир
- Діденко Анна Анатоліївна — квитковий касир
- Крученюк Любов Петрівна — прибиральник виробничих приміщень
- Тимошенко Тетяна Тихонівна — прибиральник виробничих приміщень
- Кривошеїна Лариса Іванівна — робітник з благоустрою

## Керівний та викладацький склад, що працював на дитячій залізниці
- Дубінчук Олександр Іванович — начальник залізниці (2018—2019)
- Абашидзе Аміран Джумберович — начальник залізниці (2024), заступник начальника залізниці (2019—2023)
- Полях Вікторія Віталіївна  — бухгалтер (2011), головний бухгалтер (2011—2019), начальник залізниці (2019—2024), Заступник начальника залізниці (2024), з 11.2024 — в.о. начальника залізниці
- Мазурова Вікторія Богданівна — старший майстер виробничого навчання (2019—2020)
- Галицький Владислав Пантелеймонович — керівник 3 зміни, викладач дисципліни «Організація руху поїздів»
- Діденко Олег Миколайович — старший мастер виробничого навчання, керівник 4 зміни, викладач дисципліни «Вагонне господарство»
- Суббота Юрій Олексійович — керівник 6 зміни, викладач дисципліни «Організація руху поїздів», начальник станції «Київ-Пасажирський дитячий» (2019—2020)
- Залісний Гліб Олександрович — керівник 6 зміни, викладач дисципліни «Організація руху поїздів» (2020)
- Лазаренко Володимир Григорович — керівник 6 зміни, викладач дисципліни «Загальний курс залізничного транспорту» (2020—2021)
- Пінчук Світлана Дмитрівна — керівник 6 зміни, викладач дисципліни «Організація пасажирських перевезень» (2021—2022)
- Кириченко Олексій Миколайович — інструктор з руху поїздів (2021—2022)
- Гапонов Володимир Олегович — інструктор з безпеки руху, начальник станції «Київ-Пасажирський дитячий», викладач дисципліни «Організація руху поїздів» (2021—2023)
- Берестовий Артем Валерійович — керівник 6 зміни, викладач дисципліни «Моделювання залізничного транспорту», керівник Ради юних залізничників (2022—2023)

## Рада юних залізничників
Рада юних залізничників є керівним органом самоврядування дитячої залізниці, який стежить за роботою змін, проходженням практики та теоретичного навчання юними залізничниками, організовує заходи, приймає рішення пов'язані з роботою юних залізничників. Рада збирається серед найактивніших юних залізничників всіх змін дитячої залізниці. Рада розділяється на 5 секторів і керівництво.

### Сектори Ради юних залізничників
- Навчально-виробничий
- Культурно-масовий
- Інформаційний
- Спортивний
- Екологічний

Голови Ради юних залізничників Київської дитячої залізниці:
- Редченко Максим
- Суббота Юрій
- Бойко Артем (2018—2019)
- Заблудовський Олег (жовтень 2019 — листопад 2019)
- Гапонов Володимир (листопад 2019 — листопад 2021)
- Явтушенко Олександр (листопад 2021 — січень 2024)
- Піхур Артем (травень 2024 — по теперішній час)

Керівники Ради юних залізничників Київської дитячої залізниці

## Галерея

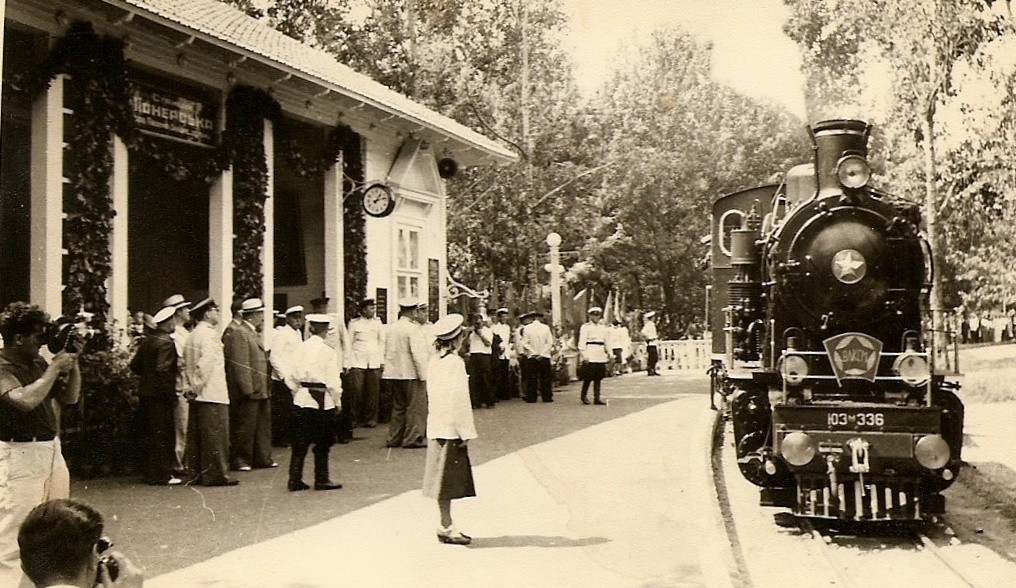
Київська дитяча залізниця, станція Піонерська, 1954
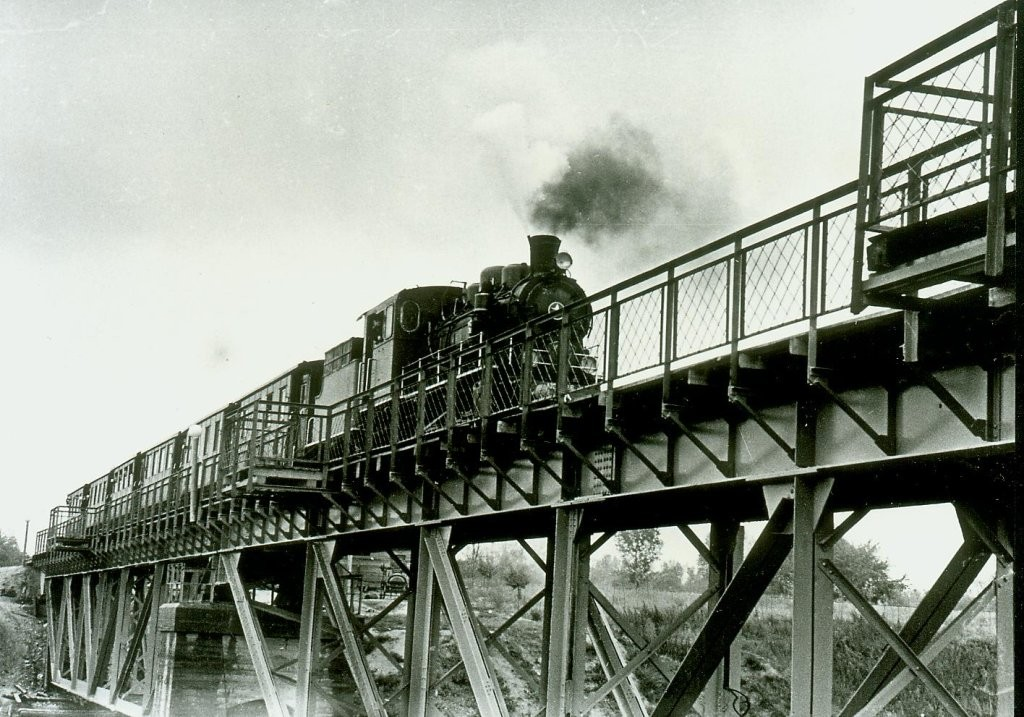
Київська дитяча залізниця, віадук, 1954
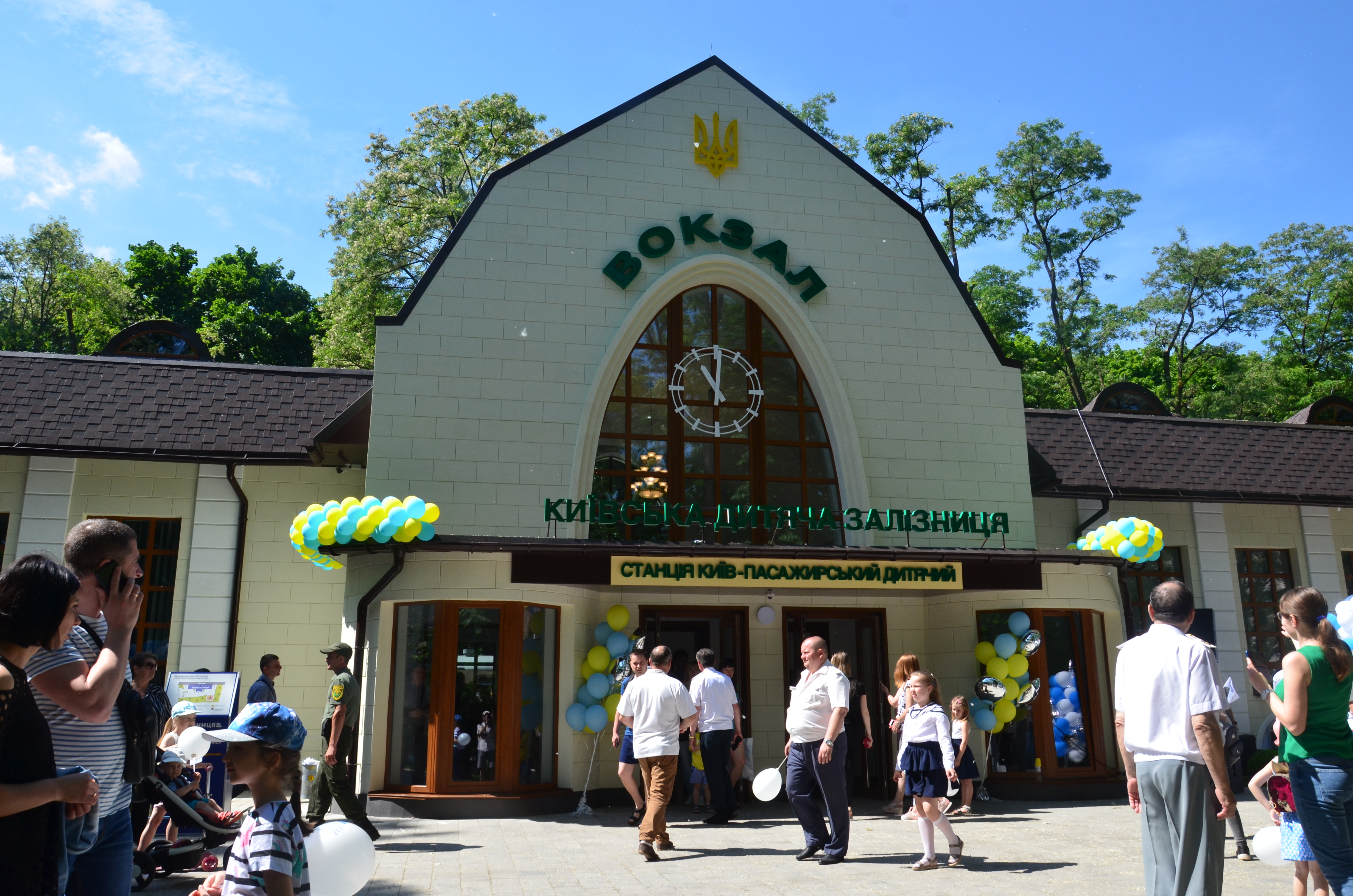
Станція "Київ-Пасажирський дитячий"
підручники, написані спеціально для навчання юних залізничниківпідручники, написані спеціально для навчання юних залізничників
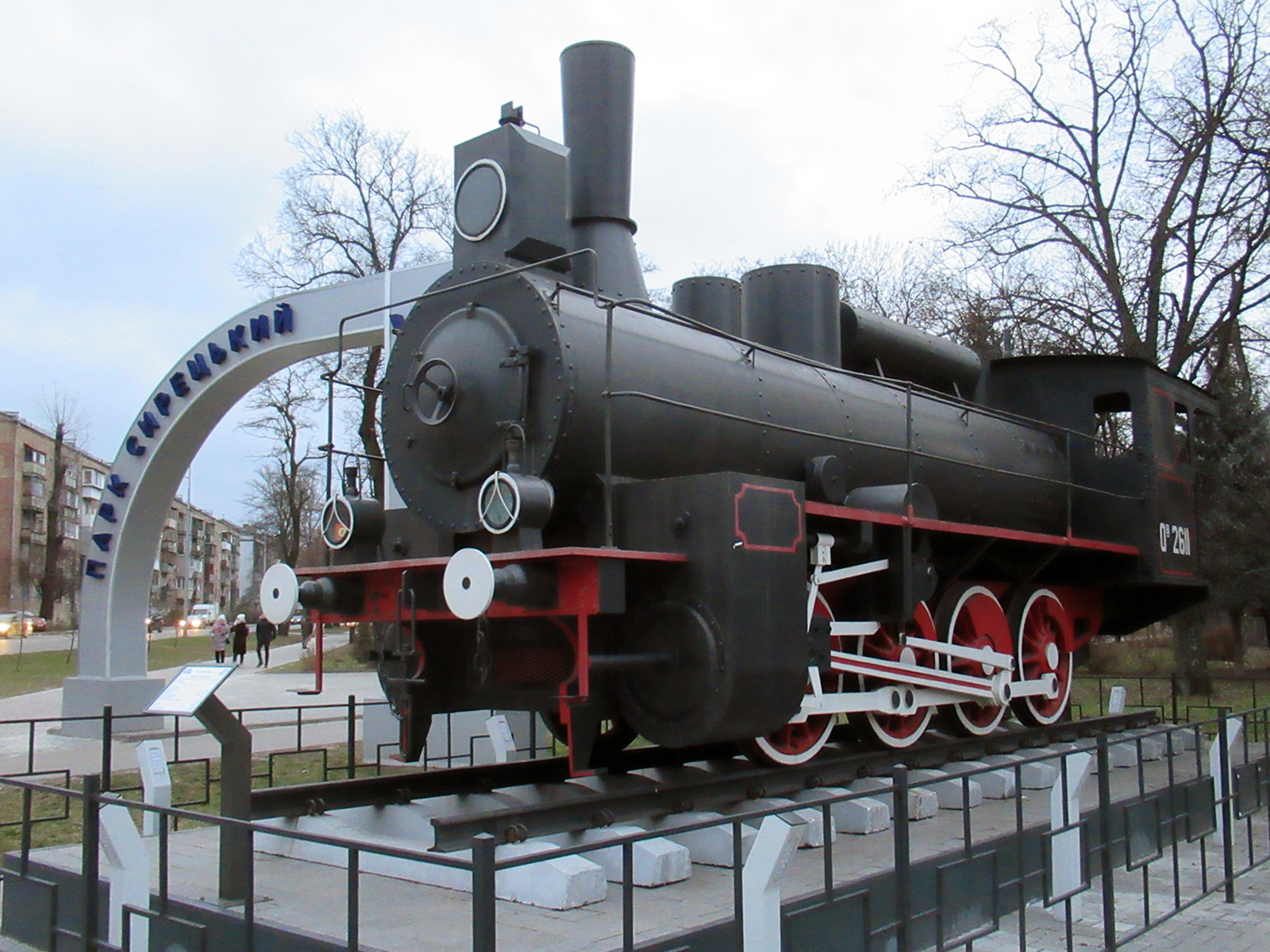
макет паровоза Ов-2611 передо входом до дитячої залізниці, установлений у 2019